# 陳蒸
陳蒸（？—？），中國清朝官員，雲南彌勒人，祖籍浙江。嘉慶十六年（1811年）辛未科進士
。
曾任武平縣知縣。嘉慶二十二年（1817年）三月擔任台灣府海防兼南路理番同知，同年調署鳳山縣知縣，同年七月二十七日升臺灣府撫民理番海防糧捕通判(噶瑪蘭廳通判)。
陳蒸於噶瑪蘭廳通判一年任內，施政以延續楊廷理、翟淦的規劃與作法為主，並且惜士愛民，素以廉潔聞名，受到噶瑪蘭民眾愛戴。至今，宜蘭市昭應宮內仍然供奉有楊廷理、翟淦、陳蒸「三大老」的神尊，宜蘭五穀廟內也有光緒年間所立的陳蒸長生祿位，讓後代子孫緬懷三人的貢獻。